# Bahadurgarh
Bahadurgarh är en stad i delstaten Haryana i Indien. Den tillhör distriktet Jhajjar och är belägen något väster om storstaden Delhi. Folkmängden uppgick till 170 767 invånare vid folkräkningen 2011.